# Theodoric Strabo
Theodoric Strabo (? – 481) là một thủ lĩnh người Ostrogoth đã tham gia vào hoạt động chính trị của Đế quốc Đông La Mã dưới triều đại các Hoàng đế Leo I, Zeno và Basiliscus. Ngoài ra ông còn là người tranh giành quyền lãnh đạo của tộc Ostrogoth với người bà con là Theodoric Đại đế về sau sẽ thay thế ông.

## Tiểu sử

### Gia thế
Theodoric có tên gọi là Strabo, con trai của Triarius, thủ lĩnh người Goth ở Thracia; ông có tới hai người anh em. Vợ của viên tướng người Alan Aspar là em gái của ông. Strabo có một người vợ là Sigilda và một con trai tên là Recitach. Ông còn có họ hàng với một nhân vật kiệt xuất trứ danh đương thời là Theodoric nhà Amali, nguyên gốc người Goth ở Moesia của hoàng tộc Amali về sau trở thành Theodoric Đại đế. Khoảng năm 459, ông được nhìn nhận với vị thế đồng minh (foederati) như trong mối quan hệ thân thiện với Đế quốc Đông La Mã và nhận được một khoản trợ cấp hàng năm của họ.

### Thời Leo I
Năm 471, tướng rợ Alan Aspar lúc này đang giữ chức Đại tướng quân (magister militum) triều Hoàng đế Leo I đã bị sát hại theo lệnh của hoàng đế. Strabo nhân cơ hội này mà hiệu lệnh dân chúng ở Thrace đồng loạt nổi dậy để trả thù cho họ hàng của mình nhưng bị hai viên tướng Đông La Mã là Zeno và Basiliscus đánh bại, cả hai về sau đều làm hoàng đế. Tuy nhiên, trước khi hoàng đế xuống chiếu cử binh dẹp loạn đã phái sứ giả tới thuyết phục Strabo quy thuận triều đình, để được vậy thì ông đề ra ba điều kiện như sau: tiếp nhận tất cả tài sản do Aspar để lại làm gia sản, cho phép dân cư người Goth của ông được định cử ở Thrace và ban phong chức Đại tướng quân. Leo một mực từ chối các yêu cầu này thay vào đó ông đề nghị việc ban chức Đại tướng quân cho Strabo chỉ để đổi lấy lời thề trung thành với triều đình, đàm phán thất bại khiến Strabo bắt đầu một chiến dịch quân sự chống lại các thành phố ở Thrace vào năm 472. Một phần cánh quân Goth đã tấn công Philippi (còn gọi là Philippopolis), trong khi số quân còn lại dưới sự chỉ huy của ông đã đánh chiếm được Arcadiopolis. Khi người Goth sắp cạn lương thực thì đột nhiên Theodoric đồng ý ký kết một thỏa thuận hòa bình với Leo vào năm 473; theo các điều khoản của hiệp ước thì hàng năm Đông La Mã phải dâng cống nạp với số tiền lên đến 2000 lượng vàng cho người Goth, mà nền độc lập của họ đã được công nhận và đồng thời Strabo cũng được nhận chức Đại tướng quân.

### Thời Zeno
Sau cái chết của ấu đế Leo II vào tháng 1 năm 474, Theodoric Strabo lập tức nổi dậy chống lại vị hoàng đế mới Zeno. Trước tiên ông giết chết Heraclius, viên Đại tướng quân khu Thracia (magister militum per Thracias), dù cho ông này đã cố xin trả bằng một khoản tiền chuộc có lẽ vì Heraclius đã tham gia vào vụ sát hại Aspar nên Strabo mới trả thù. Sự ủng hộ của ông là cơ sở cho việc lật đổ Zeno và khích lệ Basiliscus tiếm xưng đế hiệu vào năm 475, dù có công trong vụ tiếm vị nhưng Theodoric vẫn bị Basiliscus phớt lờ chẳng thèm giao một chức vụ gì tương xứng với công lao của mình, thay vào đó hoàng đế lại ưa ái bổ nhiệm chức magister militum praesentialis cho người cháu họ Armatus. Nên khi Zeno quay trở lại Constantinopolis vào năm 476 và đánh bại Basiliscus, Strabo vẫn án binh bất động trong việc bảo vệ thành phố. Tuy đã phục hồi ngôi vị hoàng đế nhưng Zeno vẫn chưa dám công khai chống đối Theodoric Strabo mà vẫn ban phong chức tước cho ông nhằm mua chuộc lòng người.
Từ năm 476 đến 477, nhận thấy hai bên đang có xích mích với nhau và nhằm tranh thủ cơ hội quý giá này để diệt trừ phe cánh của Strabo, đích thân Zeno đứng ra liên minh với đối thủ của Strabo là Theodoric nhà Amali và ra lệnh cho ông tấn công Strabo. Vị thủ lĩnh của người Goth xứ Thracia bèn phái sứ thần đến tiếp kiến Hoàng đế, đề nghị cầu hòa và đổ lỗi cho Theodoric xứ Moesia. Zeno biết được lời đề nghị này đang che giấu một mưu đồ bất chính hoàn toàn bất lợi cho mình nên ông liền vận động Viện Nguyên lão và quân đội ở Constantinoplis tuyên bố Strabo là kẻ thù nhân dân.
Kế hoạch của Zeno là để cả hai Theodoric tự tấn công lẫn nhau. Ông đã xuống chiếu hạ lệnh cử Amal đem quân đánh Strabo là kẻ đang ủng hộ cuộc nổi dậy của Marcianus với lời hứa sẽ gửi một số lượng lớn quân La Mã làm viện binh, sự việc xảy ra vào năm 478. Khi Theodoric nhà Amali vượt qua những ngọn núi thuộc dãy núi Soundis, ông đã không thấy quân tiếp viện La Mã tới như mình mong đợi mà thay vào đó là quân của Theodoric Strabo đang đóng trong một khu đồn lũy rất kiên cố. Đôi bên đều đồng ý đưa ra một lời thỉnh cầu chung cho Hoàng đế nhằm mở rộng khu vực định cư của người Ostrogoth ở Moesia về phía nam.
Zeno đã cố gắng chia rẽ cả hai vị thủ lĩnh cùng tên Theodoric bằng cách mua chuộc Amal nhưng bị từ chối. Quân đội triều đình cũng đạt được một số thành công bước đầu, tuy nhiên Zeno đã không lợi dụng chiến thắng này mà thản nhiên cho phép Amali hành quân về phía tây ở Thrace, tha hồ cướp bóc các vùng lãnh thổ khi tràn qua. Năm 479, nhân cơ hội Amali vắng mặt, Strabo liền chấp nhận một thỏa thuận với Zeno: Strabo được trả lại tài sản của mình cùng với số tiền chi trả cho 13.000 binh lính, được phép giữ chức chỉ huy hai đơn vị palatinae và gia phong tước hiệu magister militum. Tuy nhiên, đại quân của Theodoric Strabo với số quân lên đến 30.000 người mới thực sự là mối đe dọa cho Zeno, vì vậy ông đành phái người tới thuyết phục giống rợ khác là người Bulgar tấn công vào quân Goth xứ Thracia ngay tại bản doanh của họ. Hai bên giao chiến ác liệt với kết quả Strabo đã đánh bại người Bulgar vào khoảng năm 480 đến 481 và mau chóng tiến về uy hiếp Constantinopolis, nhưng may thay là trên đường hành quân Strabo gặp một vài rắc rối phát sinh từ những mâu thuẫn trong hàng ngũ quân sĩ với chủ tướng đã buộc ông phải rút quân trở về Hy Lạp. Trên đường trở về, Strabo đột nhiên qua đời trong một vụ tai nạn đầy bí ẩn. Theo các nguồn sử liệu kể rằng ông dừng chân trong một quân doanh tại Stabulum Diomedis nằm gần Philippi ở Thrace, rồi một hôm trong lúc đang cố gắng dạy bảo một con ngựa bất kham thì bất chợt con ngựa hất ông ngã xuống một ngọn giáo bị treo hoặc té ngã từ trên một cỗ xe và chết ngay tức khắc.